# Gare d'Aurec
La gare d'Aurec est une gare ferroviaire française de la ligne de Saint-Georges-d'Aurac à Saint-Étienne-Châteaucreux, située sur le territoire de la commune d'Aurec-sur-Loire, à proximité du centre ville, dans le département de la Haute-Loire en région Auvergne-Rhône-Alpes.
Elle est mise en service en 1863 par la Compagnie des chemins de fer de Paris à Lyon et à la Méditerranée (PLM).
C'est une gare de la Société nationale des chemins de fer français (SNCF), desservie par des trains TER Auvergne-Rhône-Alpes.

## Situation ferroviaire
Établie à 432 mètres d'altitude, la gare d'Aurec est située au point kilométrique (PK) 113,748 de la ligne de Saint-Georges-d'Aurac à Saint-Étienne-Châteaucreux, entre les gares ouvertes de Bas-Monistrol et de Fraisses - Unieux.

## Histoire
La « station d'Aurec » est mise en service le 9 novembre 1863 par la Compagnie des chemins de fer de Paris à Lyon et à la Méditerranée (PLM), lorsqu'elle ouvre à l'exploitation la section de Firminy à Pont-de-Lignon.

## Service des voyageurs

### Accueil
Gare SNCF, elle dispose d'un bâtiment voyageurs, avec guichet, ouvert tous les jours. Elle est équipée d'automates pour l'achat de titres de transport.

### Desserte
Aurec est desservie par des trains TER Auvergne-Rhône-Alpes qui effectuent des missions entre les gares du Puy-en-Velay et  de Saint-Étienne-Châteaucreux ou de Lyon-Part-Dieu  ou de Lyon Perrache, ainsi que des navettes entre Bas-Monistrol et Saint-Étienne-Châteaucreux.

### Intermodalité
Un parc pour les vélos et un parking pour les véhicules y sont aménagés. 